# Grube Jäckel
Die Grube Jäckel war ein Eisenerzbergwerk am Altenberg bei Neunkirchen im südlichen Siegerland. Es bestand aus den Einzelfeldern Jäckel, Jäckel II, Jäckel III, Alexander von Humboldt und Grüne Au.
1812 wird die Grube erstmals genannt, der Abbau dürfte allerdings schon älter sein. 1838 wurden 3 t Kobalterz gefördert, zwischen 1841 und 1865 folgten 43 t Spat- und 108 t Brauneisenstein aus dem 1841 angelegten Stollen. Dieser war im Hellertal angesetzt und erreichte 207 m Länge.
1936 entschloss man sich, einen Schacht bis zur 200-m-Sohle abzuteufen und baute ein hölzernes Fördergerüst auf. Dieser Schacht war 4 × 2 m groß und hatte eine ovale Schachtscheibe. Der Schacht wurde nach der Stilllegung nicht verfüllt. 1938 arbeiteten 32 Bergleute in der Grube. Zwei Jahre später wurde sie stillgelegt.
Das Gangmittel war 207 m lang und durchschnittlich 0,4 m mächtig. Ausgefüllt war es durch Brauneisenstein mit Kupferkies und Spateisenstein mit Speißkobalt.